# 图片报
《图片报》，德国的日报，由阿克塞尔施普林格股份公司发行，报社总部位于柏林。

## 发行
第一期《图片报》于1952年6月24日发行。目前，《图片报》每周发行六天，在德国全国每天发行32个城市和地方版，另外在马略卡、加那利群岛、维罗纳和伊斯坦布尔都有外国版。在香港《图片报》可以通过卫星传输印刷。
《图片报》的日发行量在1983年曾达到540万份。到2005年发行量下降到每天380万份，2006年第二季度发行量下降到每天360万份。自1998年《图片报》已损失了大约三分之一的顾客。《图片报》的主要读者为男性，低教育程度和低收入者。

## 报纸的风格
早期的《图片报》风格模仿英国《每日镜报》（Daily Mirror），报纸报道附有大量照片。

## 比爾德莉莉
Bild Lilli是1952年至1961年連載的拜金女郎漫畫，大受歡迎到得以推出時尚娃娃，從情趣玩具慢慢地「從良」成閤家歡的兒童玩具。之後她被羅絲·韓德勒看中改做成舉世聞名的芭比娃娃。

## 爭議
1977年，记者Günter Wallraff化名Hans Esser进入《图片报》在汉诺威的编辑部，根据自己在编辑部的经历編寫出版《頭版頭條》，其中描述了該報以不正當方式取得材料。

## 相关出版物
为了更好的利用品牌知名度，施普林格出版社推出了一系列同样以命名的出版物。它们都有单独的编辑部而且针对不同的读者群。

### 《星期日图片报》
（Bild am Sonntag，缩写：BamS），1956年创刊，每周日发行，内容适合家庭阅读。

### 汽车
- 《汽车画报》（Autobild），1986年创刊，是出版社的第一本专业杂志。

- 《汽车运动画报》（Auto-Bild-Motorsport），2001年1月23日创刊，汽车运动双周刊。

### 《体育图片报》
（Sportbild），1988年创刊，自创刊起就成为欧洲体育杂志的市场领导者。

### 新兴媒体
- 《计算机画报》（Computer-Bild），1996年创刊，针对个人电脑使用者，欧洲计算机杂志的市场领导者。

- 《电子游戏画报》（Computer-Bild-Spiele），1999年创刊，电子游戏杂志。

- 《音频-视频-照片画报》（Audio-Video-Foto-Bild），2003年创刊，关于摄影、家庭影院和音响的杂志。

- bild.de / bild.t-online.de，图片报在线，阿克塞尔施普林格股份公司（63%）和德国电信股份公司（37%）的合资公司，2002年上线。

### 其他印刷品
- - 《健康画报》（Gesundheitsbild），双月刊
  - 《旅游画报》（Reisebild），每年两刊
  - 《动物画报》（Tierbild），双月刊，三份都是《星期日图片报》的专题刊物。

- 《妇女画报》（Bild der Frau），1983年创刊，欧洲发行量最大的妇女杂志。

- 《图片周刊》（Bildwoche），1983年创刊，电视节目预告杂志。

### Bild丛书
- Bild畅销书丛书（2004年，2005年）

- Bild漫画丛书（2005年）

- Bild自然丛书（2006年）

- Bild色情丛书（2006年）

## 名言
- “《图片报》是对电视的印刷回答。”——阿克塞尔·施普林格
- “执政我只需要《图片报》、《星期日图片报》和电视机。”——格哈特·施罗德